# Heinz Baden
Heinrich (Heinz) Baden (* 12. August 1887 in Bremen; † 25. August 1954 in Bremen-St. Magnus) war ein deutscher Maler.

## Biografie
Baden war der Sohn eines aus Rotenburg (Wümme) kommenden Malers. Sein Vater starb früh und so wurde er zunächst Dekorationsmaler. Er besuchte die Staatliche Kunstgewerbeschule Bremen und ergänzte seine Ausbildung in Berlin. Er blieb aber auch als Künstler ein Autodidakt. In zahlreichen Ausstellungen in großen deutschen Städten zeigte er seine Reiseskizzen und Bilder aus Frankreich, der Schweiz und Deutschland. 1910 richtete er sein Atelier in Bremen ein und druckte dort seine Radierungen. Ab 1912 war er Mitglied des Deutschen Künstlerbundes. Im Ersten Weltkrieg war er Bildberichterstatter und geriet in Kriegsgefangenschaft.
Nach dem Krieg war er als vielseitiger Künstler beschäftigt. 1936 zog er nach Bremen-Burglesum, Ortsteil St. Magnus, in sein Haus Klexel um. Er arbeitete unter anderem mit den Malern Franz Radziwill, Karl Dannemann und Willy Menz in der Künstlervereinigung Der grüne Regenbogen zusammen. Bekannt waren seine Bremen-Radierungen. In den Ratsstuben schuf er Wandbilder. Seine vorzüglichen Landschaftsbilder und Aquarelle waren zunächst weniger bekannt.
1953  beteiligte sich Baden an der Dritten Deutschen Kunstausstellung in Dresden.
Ehrungen
- Der Heinrich-Baden-Weg in Bremen-Oberneuland wurde 1966 nach ihm benannt.

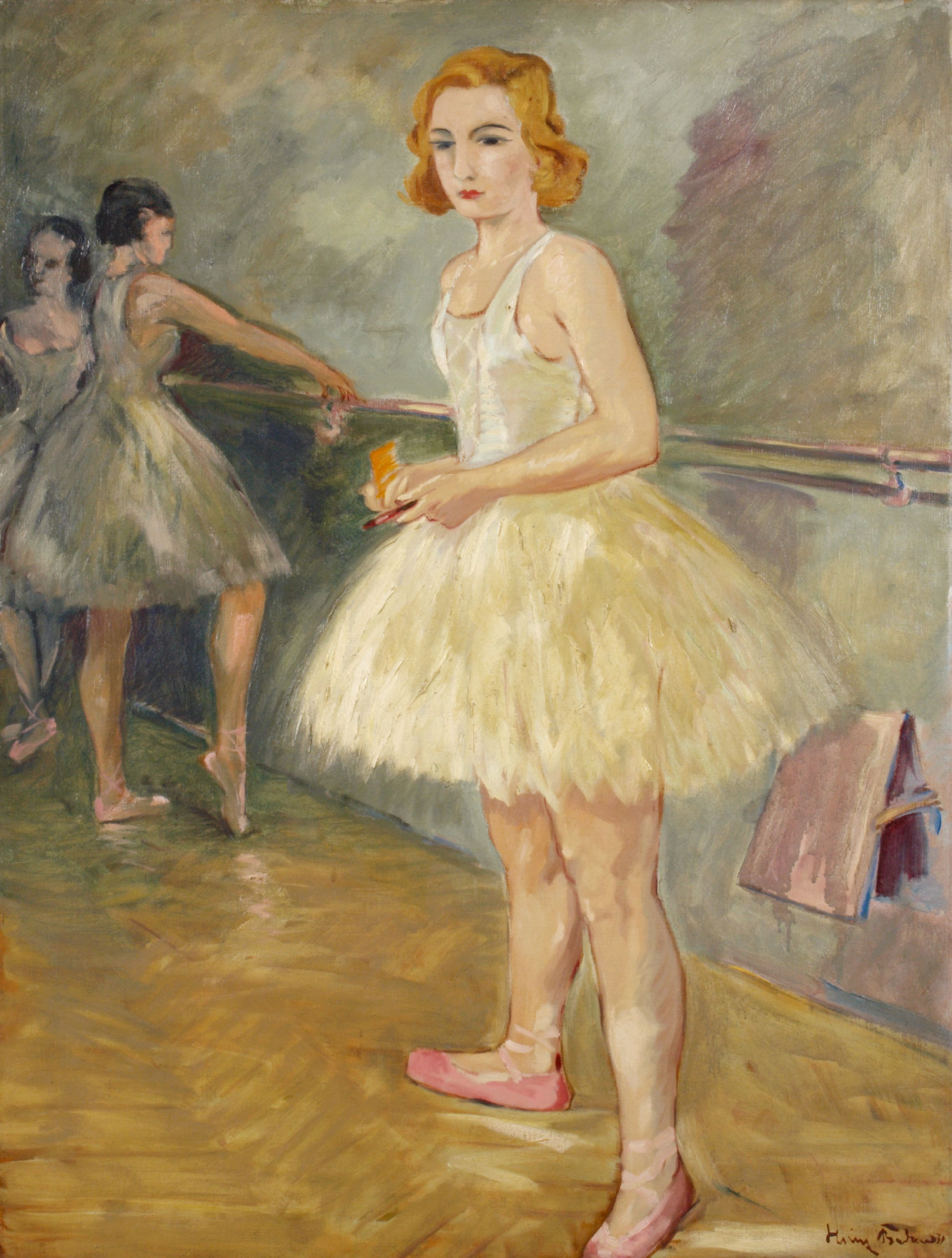
Tänzerin (1931)

## Werke (Auswahl)
- Bootsanleger am Osterdeich. 1912 (Öl auf Leinwand)
- Biergarten Huckelriede. 1914 (Öl auf Pappe)
- Das Schützenhaus aus Huckelriede. 1914 (Öl auf Pappe)
- Häuser in der Heinstraße. 1914 (Öl auf Pappe)
- Der Raucher. 1916 (Aquarell)
- Seglerfreuden. 1923 (Öl auf Pappe)
- Schlafende Alte. Wohl 1920/30er Jahre (Aquarell über Bleistift)
- Tänzerin. 1931 (Öl auf Leinwand) Kunsthalle Bremen
- Am Strand von Binz auf Rügen. 1943 (Aquarell)
- Mutige Fahrt. O.J. (Aquarell auf Papier)
- Stillleben mit blühenden Kakteen. O.J. (Öl auf Leinwand)